# 大和久勝
大和久勝（おおわく まさる、1945年- ）は、教育エッセイスト、元小学校教師。

## 人物・来歴
東京生まれ。1968年早稲田大学教育学部卒業。2005年まで東京都の小学校教諭。國學院大學講師を経て、日本生活指導研究所所長。教育エッセイスト。

## 著書
- 『アパッチの旗 学級、学校から地域へ』 (生活指導の探求) 明治図書出版, 1983.8
- 『仲間たちの素敵な世界』 (シリーズ少年期との対話) 新日本出版社, 1987.7
- 『「ADHD」(注意欠陥多動性障害)の子どもと生きる教室』新日本出版社, 2003.11
- 『共感力 「共感」が育てる子どもの自立』新日本出版社, 2007.1
- 『困っている親と困っている教師 対立から共同へ』新日本出版社, 2008.10

### 共編著
- 『困った子は困っている子 「軽度発達障害」の子どもと学級・学校づくり』編著, 今関和子, 日笠正子, 中川拓也 執筆. クリエイツかもがわ, 2006.8
- 『海ちゃんの天気今日は晴れ 発達障害の子どもと育つ』山岡小麦マンガ, 原案. クリエイツかもがわ, 2012.4
- 『班をつくろう』 (はじめての学級づくりシリーズ) 丹野清彦共編著. クリエイツかもがわ, 2014.11
- 『対話と共同を育てる道徳教育 現代の教育課題と集団づくり』今関和子共著. クリエイツかもがわ, 2014.7
- 『リーダーを育てよう』 (はじめての学級づくりシリーズ) 丹野清彦共編著. クリエイツかもがわ, 2015.5
- 『いまこそ共感力! 子どものトラブルに悩んだら マンガ&エッセイ』山岡小麦 マンガ. 新日本出版社, 2016.10
- 『話し合いをしよう』 (はじめての学級づくりシリーズ) 丹野清彦共編著. クリエイツかもがわ, 2016.4
- 『自立と希望をともにつくる 特別支援学級・学校の集団づくり』湯浅恭正, 小室友紀子共編著. クリエイツかもがわ, 2016.8
- 『保護者と仲良く』 (はじめての学級づくりシリーズ) 丹野清彦共編著. クリエイツかもがわ, 2017.8
- 『どうする?これからの道徳 「教科」道徳への対抗軸を探る』今関和子共編著. クリエイツかもがわ, 2018.4
- 『気になる子と学級づくり』 (はじめての学級づくりシリーズ) 丹野清彦共編著. クリエイツかもがわ, 2018.7
- 『いじめ・ジェンダーと道徳教科書 どう読む、どう使う』今関和子, 笠原昭男共著. クリエイツかもがわ, 2019.8